# Baisaki
Baisaki (punjabi: ਵਿਸਾਖੀ, visākhī), även stavat Baisakhi och Vaisakhi, är en högtid som firas den 13 april i den indisk-pakistanska regionen Punjab vid skördesäsongens början. Det punjabiska nyåret infaller samma datum. Det är också den dag som Khalsa etablerades av den tionde Guru, Guru Gobind Singh Ji (1 Vaisakh 1699) år 1699. Män och kvinnor tillgavs med efternamn Singh och Kaur för att skapa jämlikhet och gemenskap bland sikher. Singh betyder Lejon och Kaur betyder Prinsessa. Takht (Gurdwara) Keshgarh Sahib i Anandpur Sahib är den heliga plats dit många sikher vallfärdar.

## Datum och traditioner
Firandet representerar den 21 mars men firas den 13 april på grund av förändringar av kalendern.
Högtiden är särskilt viktig bland sikher, i och med att den sammanfaller med Khalsa, även kallat Khalsa Sirjana Divas  och infaller under första dagen i månaden vaisakh vilket är den andra månaden i Nanakshahi-kalendern.
Baisaki infaller den 13 april, förutom var 36:e år då det firas den 14 april, vilket markerar början på solkalendern Nanakshahi som används över stora delar av den indiska halvön och är viktig för hinduer.
Högtiden sammanfaller också med andra firanden vid den första dagen i vaisakh (13 april), i vissa regioner av den indiska subkontinenten, såsom Pohela Boishakh (det bengaliska nyåret), Bohag Bihu i Assam eller Puthandu och det tamilska nyåret.

## Punjab

### Skördefest
.
.

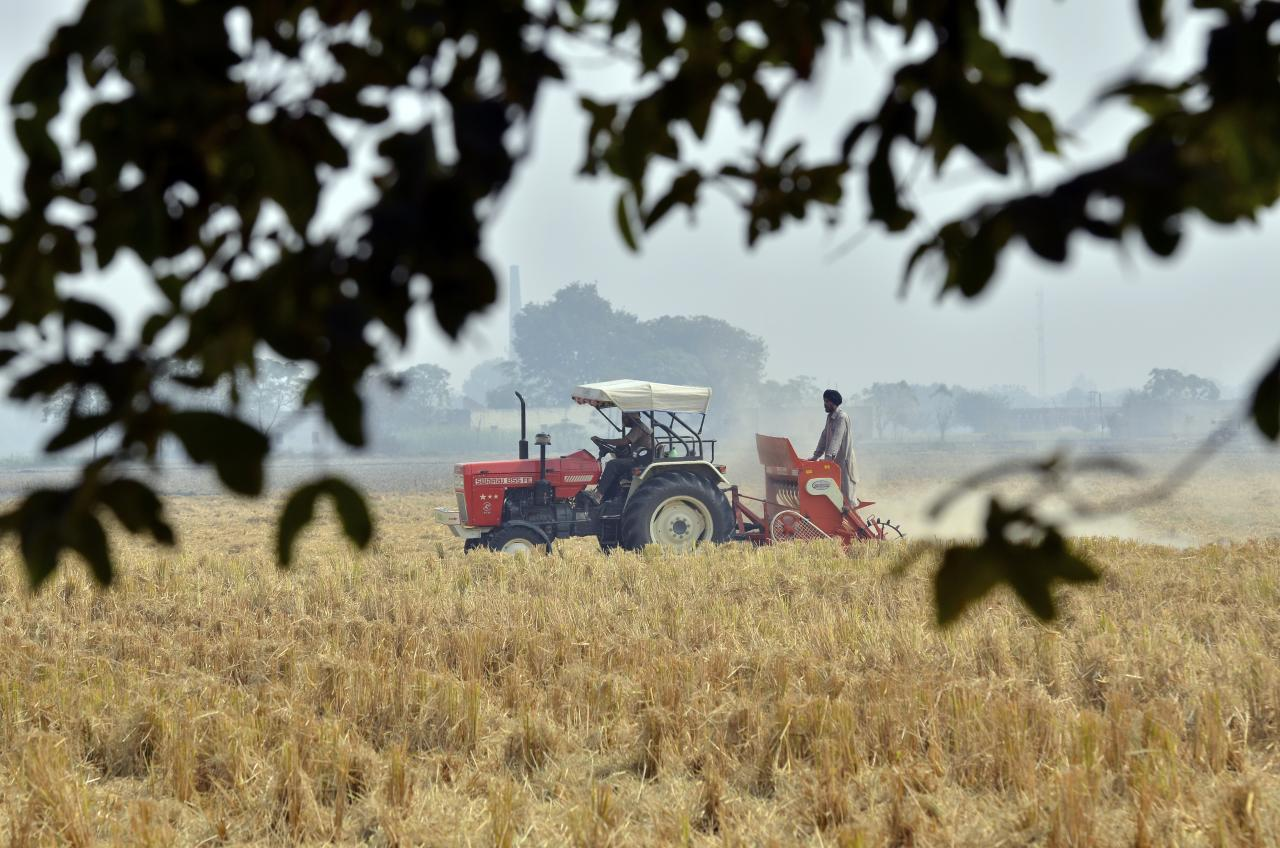
Förbereder åkermarken för veteodling inför firandet av Baisaki

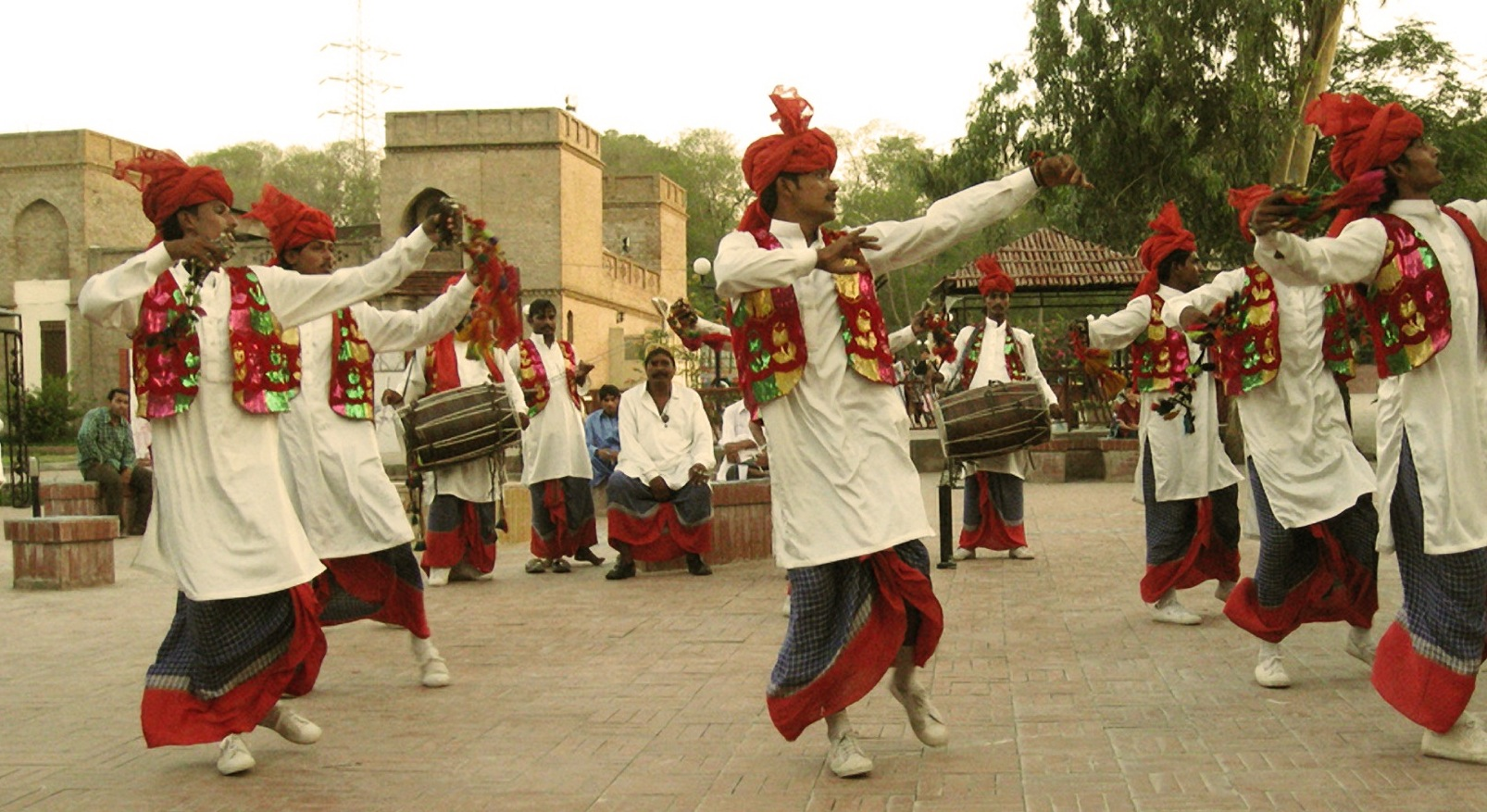
Bhangra-dans i Punjab

Vaisakhi är en punjabisk skördefest som firas allmänt i Punjab. Dagen fungerar även som en tacksägelsedag för bönder, som då tackar gud för den rika skörden och ber om framtida välstånd.

#### Aawat pauni
En sed som hänger samman med skörd är Aawat pauni, där folk samlas för att skörda vetet tillsammans. Man spelar på trummor medan arbetet pågår. Vid dagens slut sjunger man dohay till trummornas musik.
Ett exempel på en punjabisk doha (kuplett) är:

Kothey ute kothrhi, ute nar sukave kes

kite yaar dikhai de gya badal ke bharava, gabhrua oh bhes

#### Bhangra
Vid skördefesten förekommer också folkdansen bhangra.

### Punjabiskt nyår
Enligt den punjabiska kalendern är baisaki också lika med det punjabiska nyåret.  Hinduer använder också den punjabiska kalendern som sin religiösa kalender.

### Punjab, Pakistan
Baisaki uppmärksammas som en skördefest i pakistanska Punjab och är det lokala nyår oberoende av livsåskådning. Basarer anordnas under baisaki på många platser, inklusive Lahore.

### Punjab, Indien
Basarer anordnas på många håll i indiska Punjab för att uppmärksamma det nya året och skördesäsongen.

## Khalsa Sirjana Divas

### Betydelse bland sikher
.

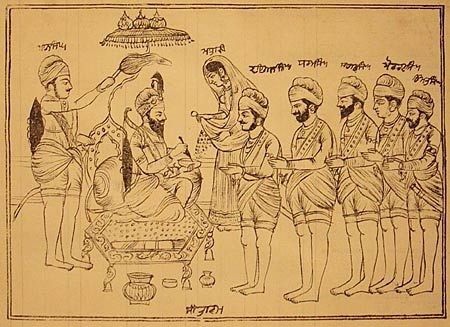
En avbild av Guru Gobind Singh som inviger de första fem medlemmarna av Khalsa

Baisaki, även kallat khalsa sirjana divas, är en av de tre högtider som pekats ut av Guru Amar Das att firas av sikherna (de andra två är Maghi och Diwali.
Högtiden är av stor betydelse för sikherna, eftersom under baisaki (den 13 april) år 1699 förklarade den tionde sikhiske gurun Guru Gobind Singh grunden i Panth Khalsa. Det är också en högtid för de som accepterat de fem K:na.
I sitt firande deltar sikherna ofta i Gurdwara före gryningen med blommor och offergåvor i händerna. Processioner genom städerna är också vanliga.

### Firande
Trots att sikhernas nyår officiellt firas vid den första dagen av Nanakshahi-kalenderns månad chait, anses firandet av baisaki som nyåret inom khalsa, i och med dess grundande detta datum med en tideräkning som börjar år 1699 e.Kr.

#### Punjab (Indien)
Det största firandet sker vid Talwandi Sabo där Guru Gobind Singh höll till under nio månader och färdigställde det bearbetade samlingsverket av Guru Granth Sahib, och med gurdwara i Anandpur Sahib, platsen för khalsas grundande, samt vid Gyllene templet i Amritsar.

#### Punjab (Pakistan)
Baisaki firas även av sikherna i Pakistan, med festligheter i Panja Sahib-komplexet i Hasan Abdal, en mängd gurdwara i Nankana Sahib, och på flera historiska platser i Lahore. Det anses kulturellt och traditionellt som en betydelsefull punjabisk högtid, med tusentals sikhiska pilgrimer som söker sig från hela världen för att uppmärksamma dagen vid de för sikherna heliga platserna Nankana Sahib och Hasan Abdal.

#### I USA, Kanada, och Storbritannien

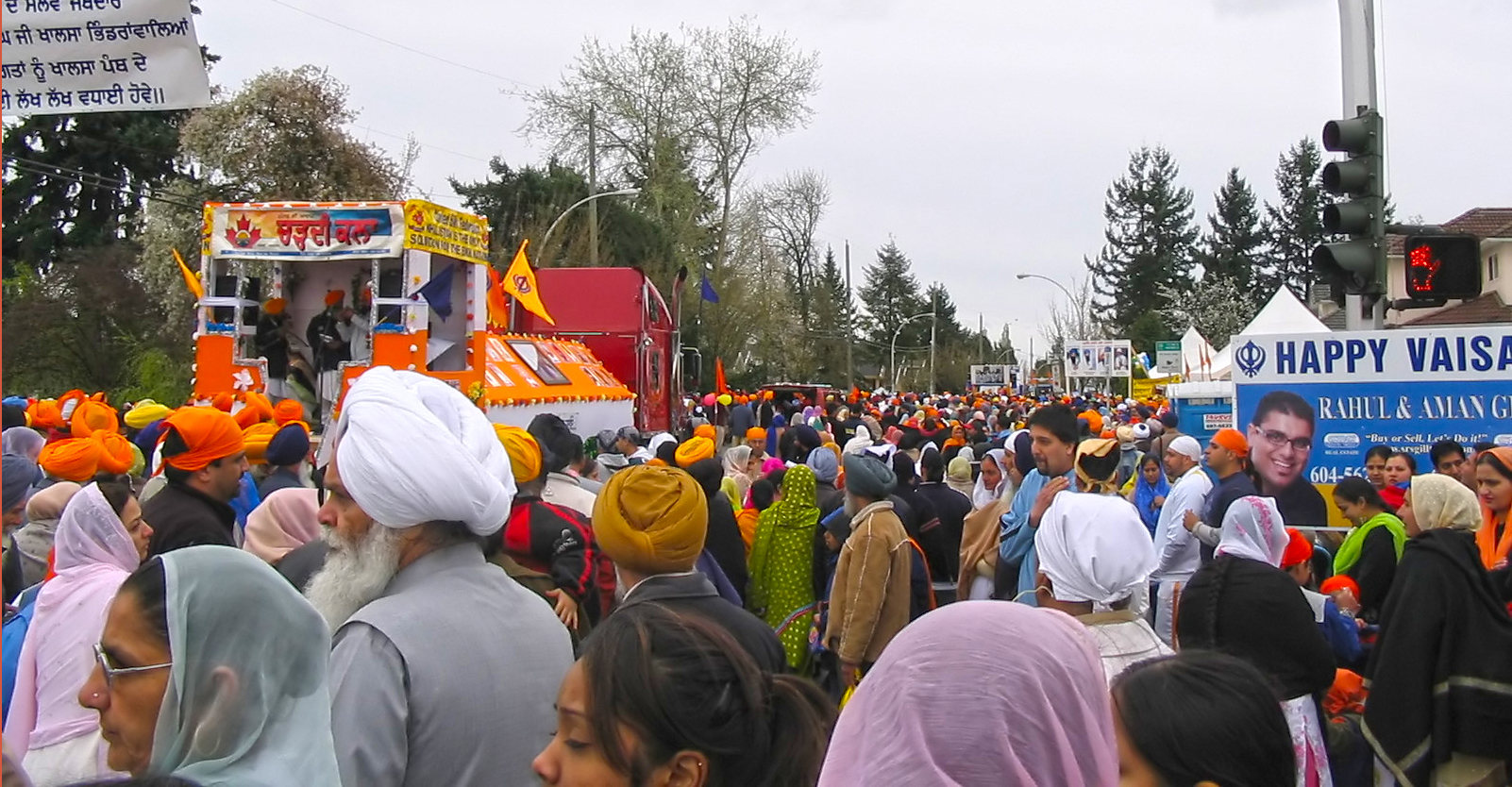
Parad under baisaki i Surrey, British Columbia, Kanada.

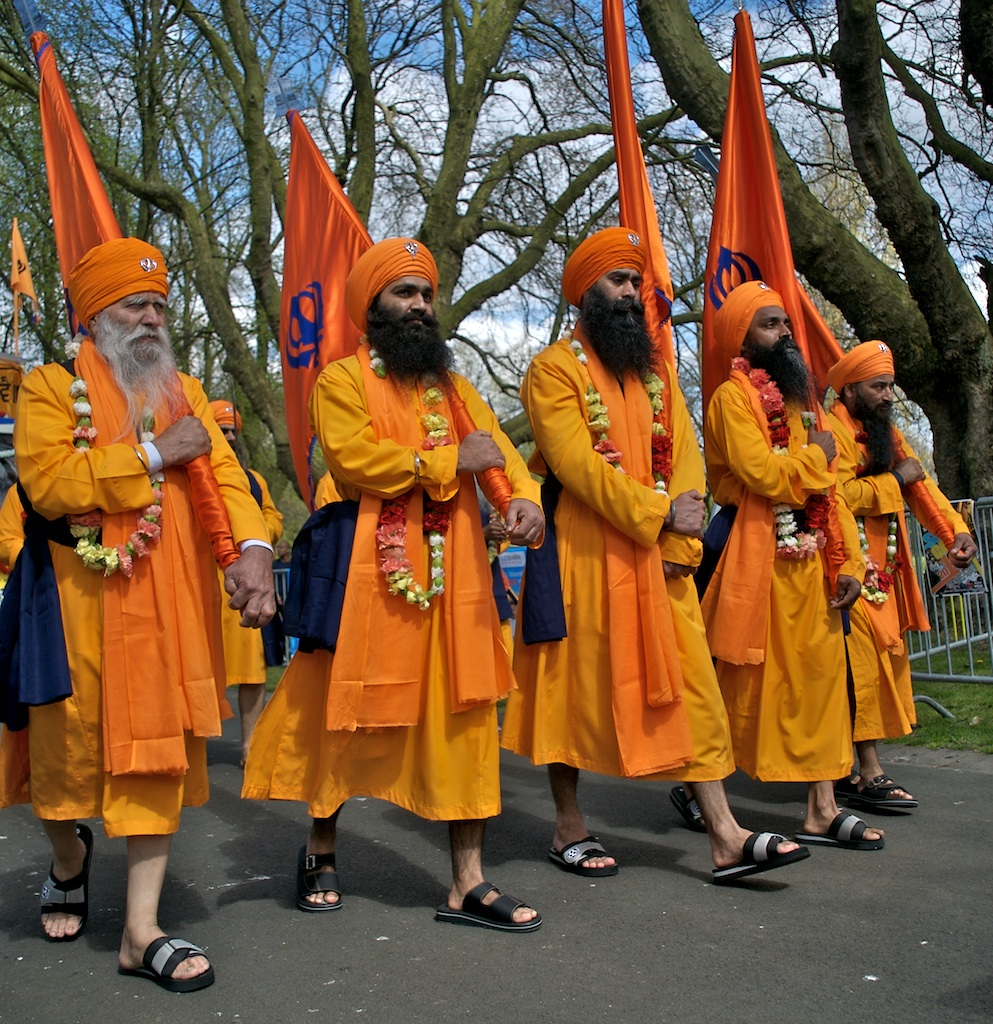
Baisaki i Handsworth.

I USA anordnas vanligtvis en parad för att uppmärksamma baisaki. På Manhattan  utövar man så kallat Seva (osjälviskt tjänande) genom att till exempel dela ut gratis mat, och hjälpa till att göra annat arbete som behöver utföras. I Los Angeles, Kalifornien, där sikhernas mikrosamhälle utgörs av många gurdwara, hålls en hel dags program av Kirtan (andlig musik) som avslutas med en parad. De lokala sikherna i Vancouver, Abbotsford och Surrey, British Columbia i Kanada anordnar årligen sitt firande av baisaki med paraden nagar kirtan. Paraden i Surrey hade 200 000 deltagare år 2014.
I Storbritannien finns många sikher, med ursprung från den indiska subkontinenten, Östafrika och Afghanistan. De största grupperna av sikher i Storbritannien finns i West Midlands (särskilt Birmingham, Wolverhampton) och London. Nagar kirtan i Southall hålls på söndagen en eller två veckor före baisaki. Birminghams nagar kirtan anordnas i slutet av april i samarbete med Birminghams kommunfullmäktige, och är ett arrangemang som varje år lockar tusentals besökare. Det börjar med två separata nagar kirtan som utgår från gurdwara inne i staden och kulminerar i baisaki-mela (slags festival) i Handsworth Park.

#### I Malaysia

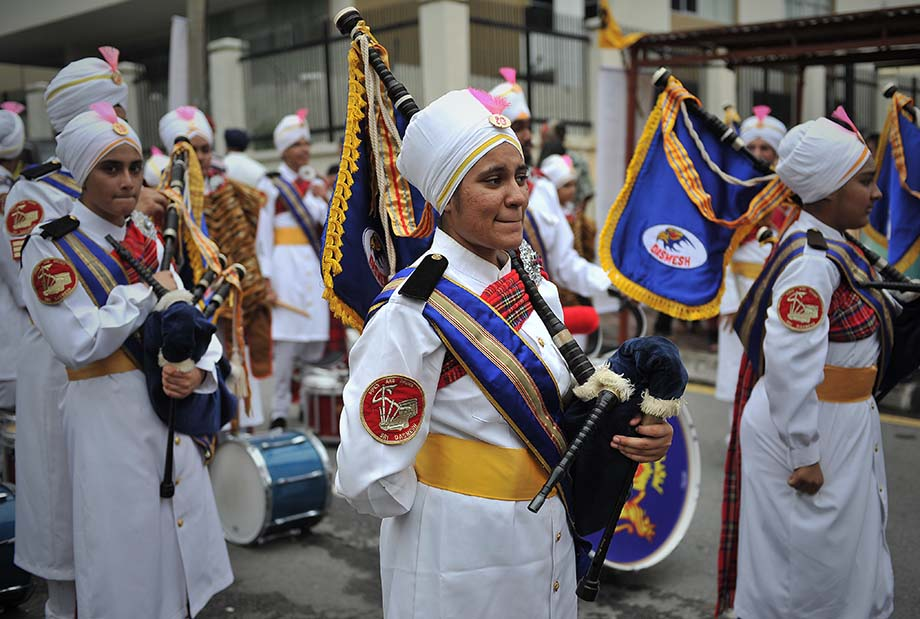
En orkester vid baisaki-firandet i Kuala Lumpur (2013).

Sikherna utgör en minoritet i Malaysia, och därför är baisaki inte en officiell helgdag. Malaysias premiärminister Najib Razak har gett klartecken att från och med 2013 låta alla regeringsanställda sikher få en dag ledigt för att fira baisaki, som ett steg i regeringens arbete för ökad integration bland landets olika etniska och religiösa grupper. "Öppet hus-firande" av baisaki anordnas över landet under dagen, eller vid närmsta helg.

### Stavning av baisaki på punjabi
Standardstavningen av högtiden på punjabi är vaisakhi, med ett "V", inte "B" . ਵੈਸਾਖੁ ਸੁਹਾਵਾ ਤਾਂ ਲਗੈ ਜਾ ਸੰਤੁ ਭੇਟੈ ਹਰਿ ਸੋਇ ॥੩॥ Vaisaakh Suhaavaa Thaan Lagai Jaa Santh Bhaettai Har Soe ||3|| (Ank/Page: 134 SGGS)
Dock byter man på flera dialekter ut "V"-ljudet mot ett "B" (i dialekterna Doabi och Malwi). Därför används olika stavning beroende på vilken dialekt den som skriver har.

## Mesha Sankranti-festivalen

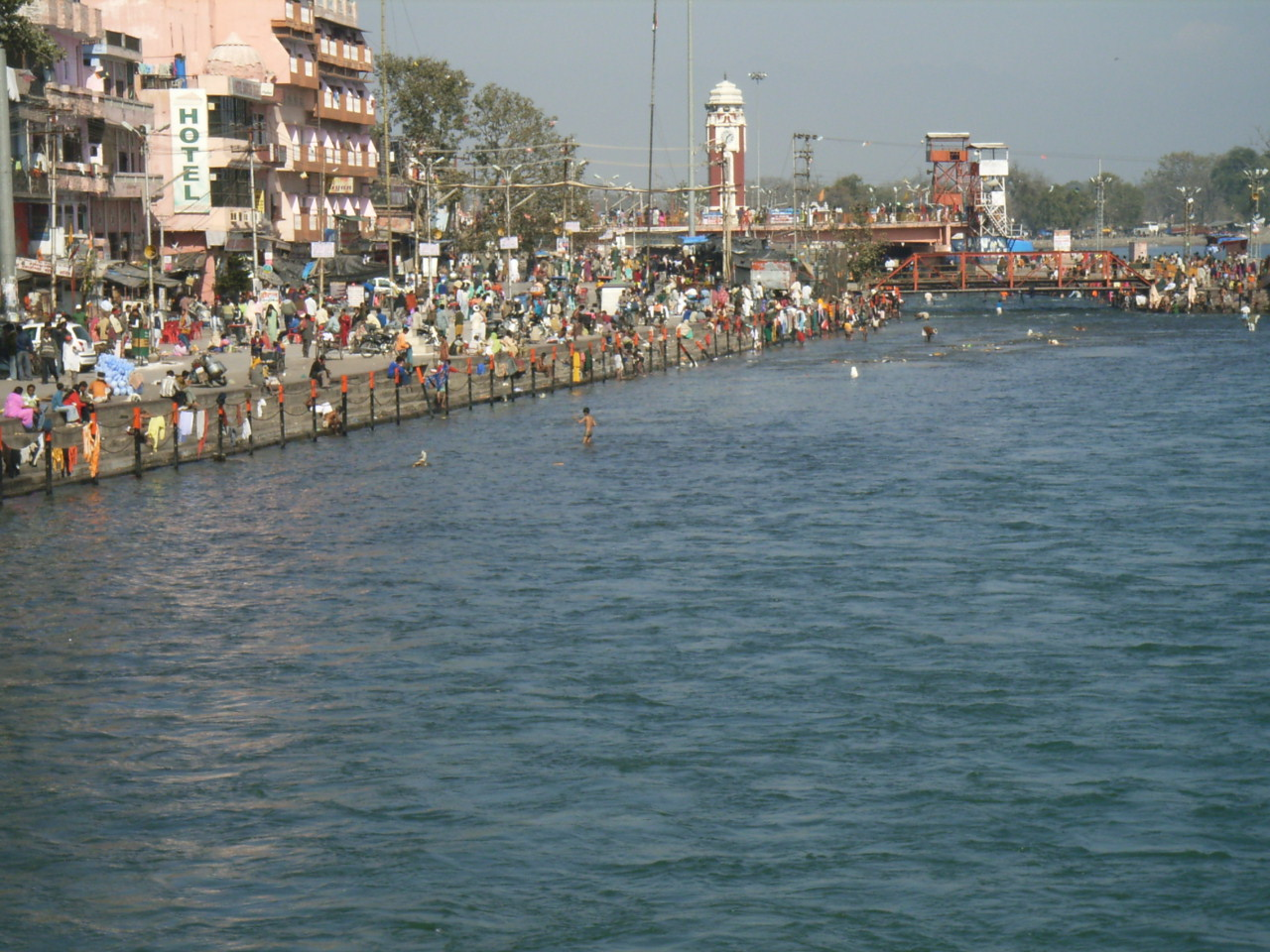
Floden Ganges vid Hardwar, Uttarakhand

Första dagen på månaden vaisakh firas också Mesha Sankranti, vilket utmärker solens nyår. Det firas av hinduerna med att ta ett dopp i heliga floder.
Många hinduer reser till Haridwar för att bada i Ganges under Mesha Sankranti, som också kallas för Vaisakha Sankranti. I Himachal Pradesh, dyrkas den hinduiska gudinnan Jwalamukhi på denna dag.

## I andra delar av den indiska subkontinenten
Den första dagen av vaisakh markerar solens nyår men räknas inte som ett nyår i Indien utan endast i vissa andra regioner. Baisaki sammanfaller med  solens nyårsdag bland många andra folks firande i Tamil Nadu, Brahmaputradalen, Kerala, Odisha, Västbengalen, the Kumaon-divisionen i regionen Uttarakhand och Mithila i delstaten Bihar (där solguden Surya firas). Det firas även utanför Indiens gränser i Nepal och Sri Lanka.
Baisaki sammanfaller nästan med Vishus firande, som firas i Kerala dagen efter baisaki. I firandet ingår fyrverkerier, att man köper nya kläder  och visuella arrangemang som kallas Vishu Kani. Dessa består av blommor, fröer, frukt, tyg, guld, och pengar och beskådas under morgonen för att ge ett år av välgång. Ett annat firande som nästan krockar med baisaki är Bohag Bihu, som firas i Assam dagen efter baisaki där invånarna bjuder till storslagna fester med musik och dans.

### Namn på högtider i olika områden
Nedan listas namn på olika lokala nyårsfiranden:
- Bikhu eller Bikhauti i Kumaon-divisionen av delstaten Uttarakhand, Indien
- Bisu – nyårsdagen för tulufolket i Indien
- Bohag Bihu i Assam, Indien
- Edmyaar 1 (Bisu Changrandi) - Kodavafolkets nyår.
- Maha Vishuva Sankranti (eller Pana Sankranti) i Odisha, Indien
- JurShital (nyår) i Mithila (delar av Nepal och Bihar, Indien)
- Naba Barsha eller Pohela Boishakh i Bengalen och Tripura, Indien, Nepal och Bangladesh
- Det officiella Nepalesiska nyåret i Nepal
- Singalesiska nyåret i Sri Lanka
- Songkran i Thailand
- Tamil Puthandu i delstaten Tamil Nadu, Indien
- Vishu  i delstaten Kerala, Indien

## Fotogalleri

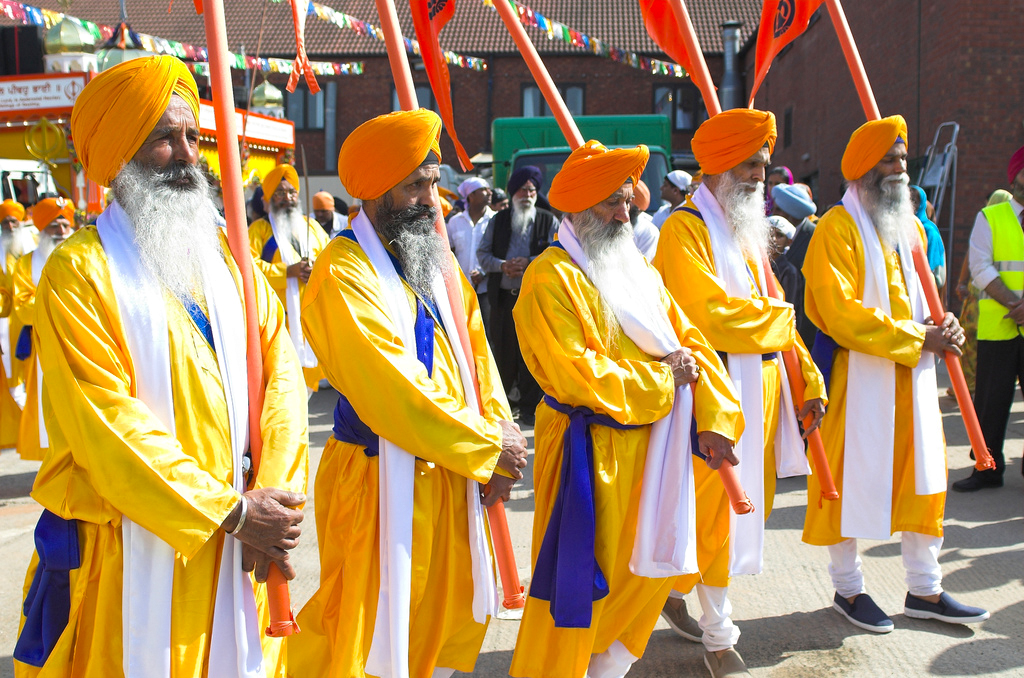
Panj Pyare vid baisaki 2007 i Wolverhampton, Storbritannien
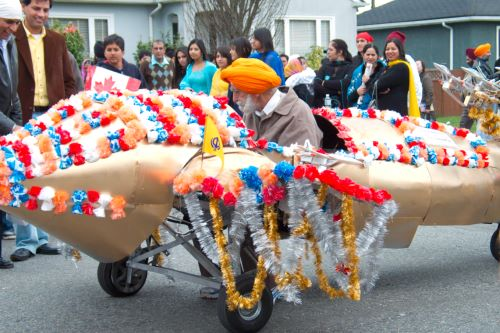
Baisaki-firande av sikher i Vancouver 2009
Baisaki i Surrey, Kanada.
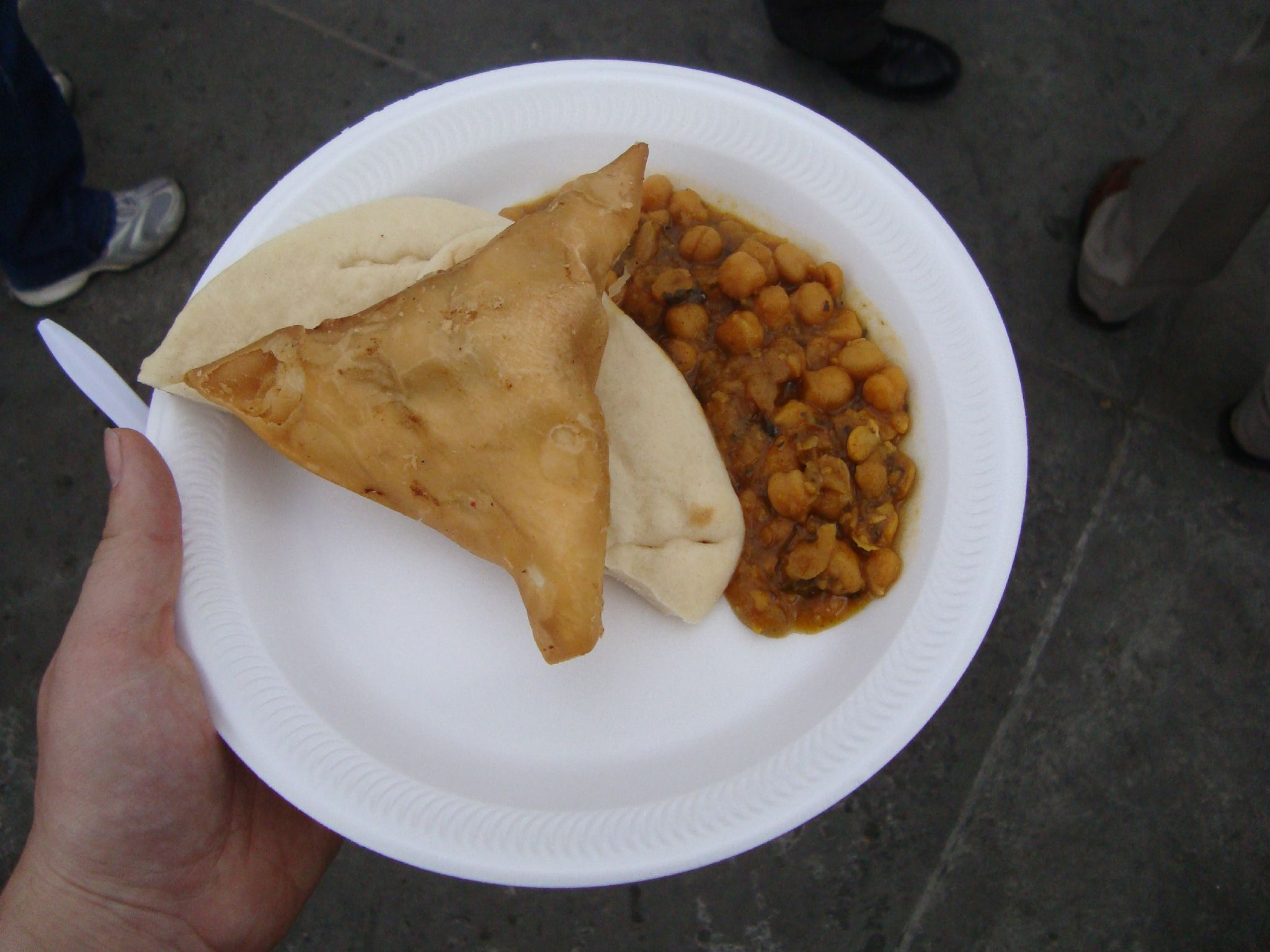
Gratismat, en samosa, Chole Poori delas ut vid Trafalgar Square i London i samband med baisaki 2008
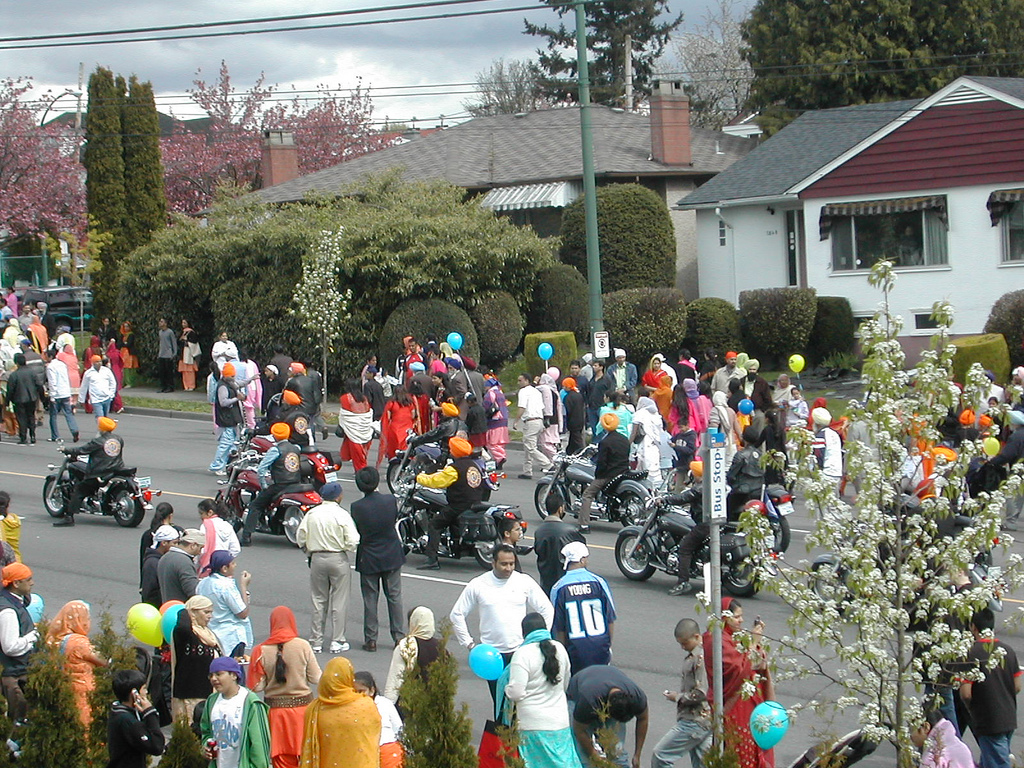
Sikhisk motorcykelklubb vid baisaki 2007 i Vancouver, Kanada
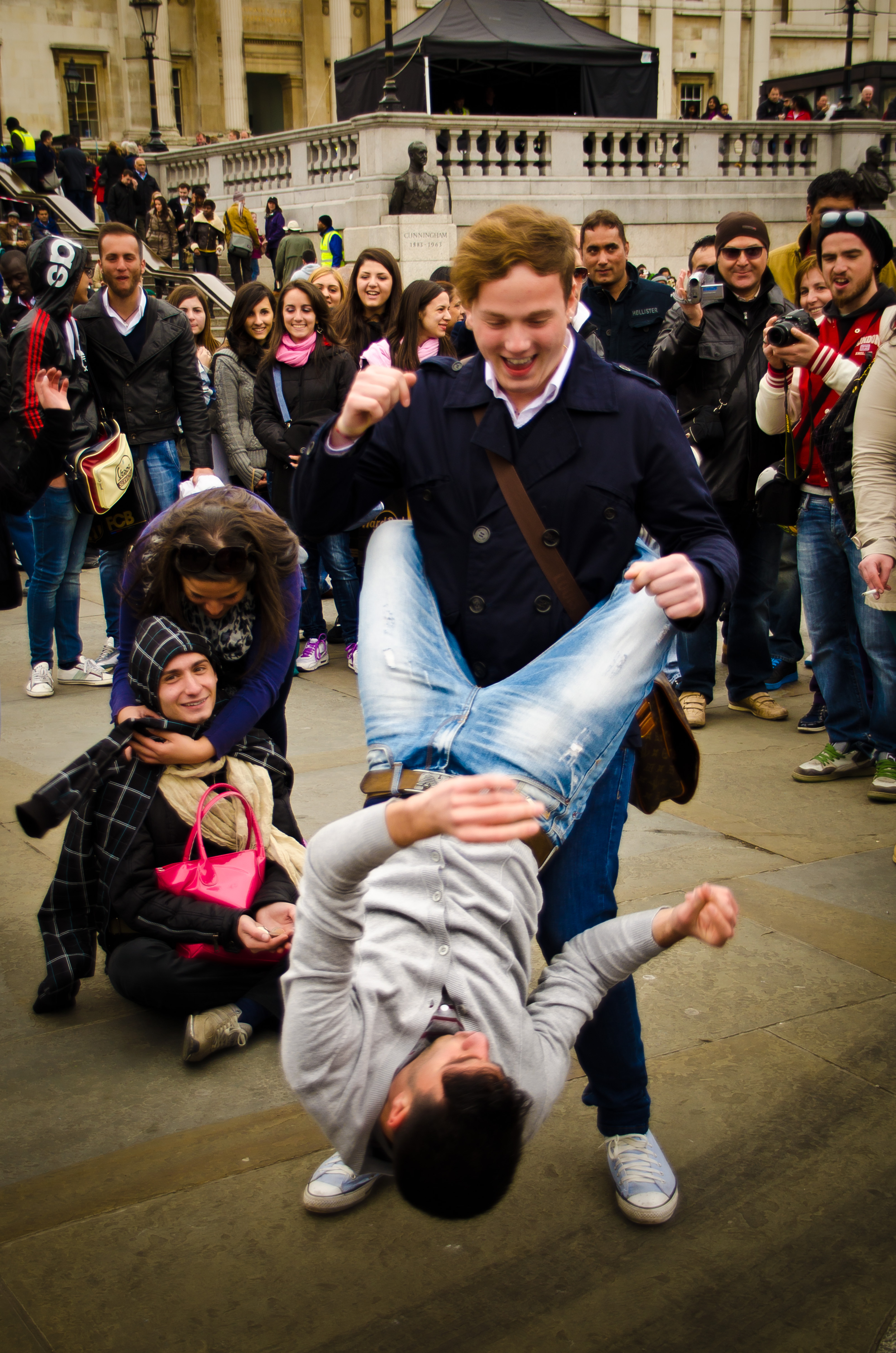
Baisaki vid Trafalgar Square, London
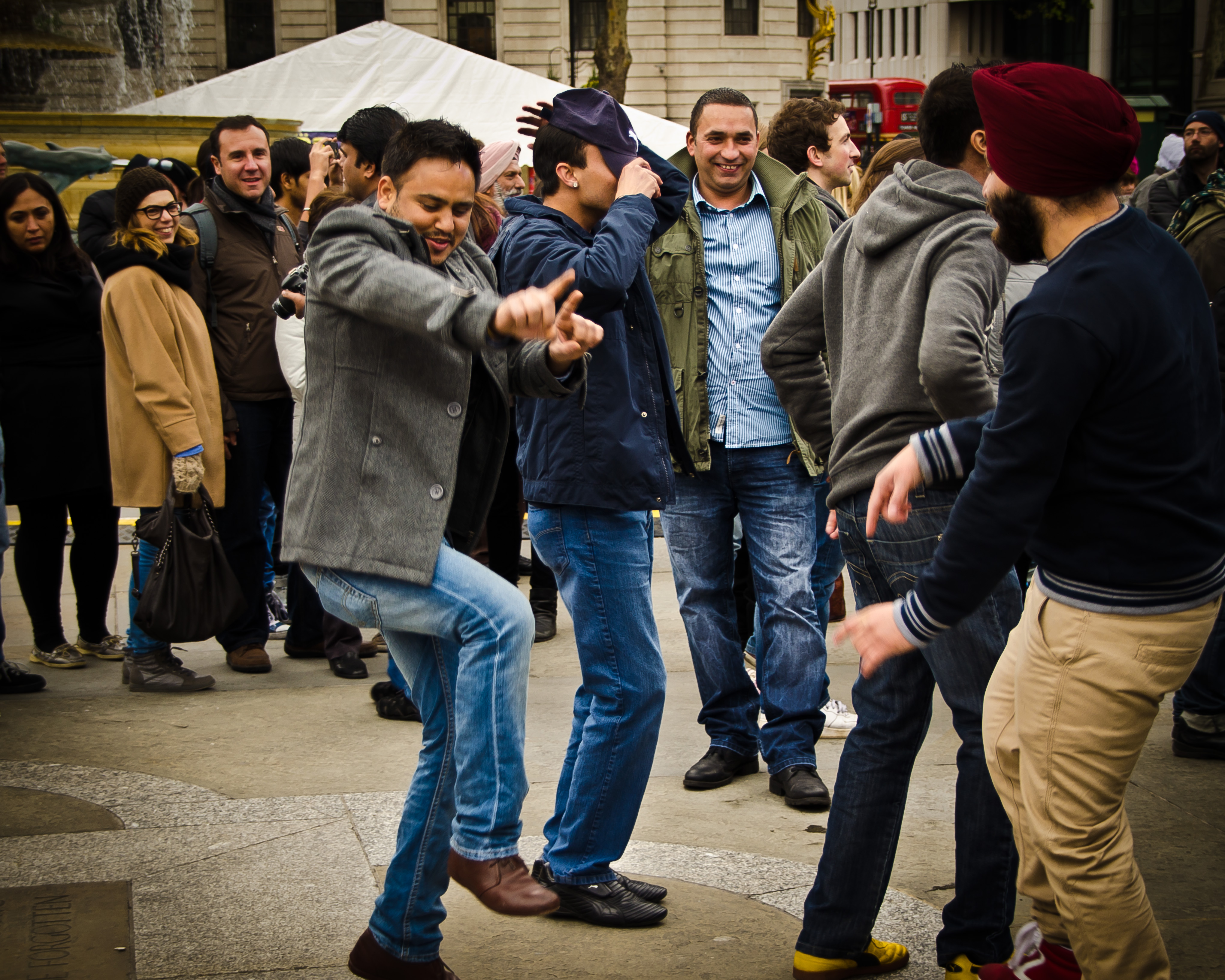
Baisaki 2012 vid Trafalgar Square, London
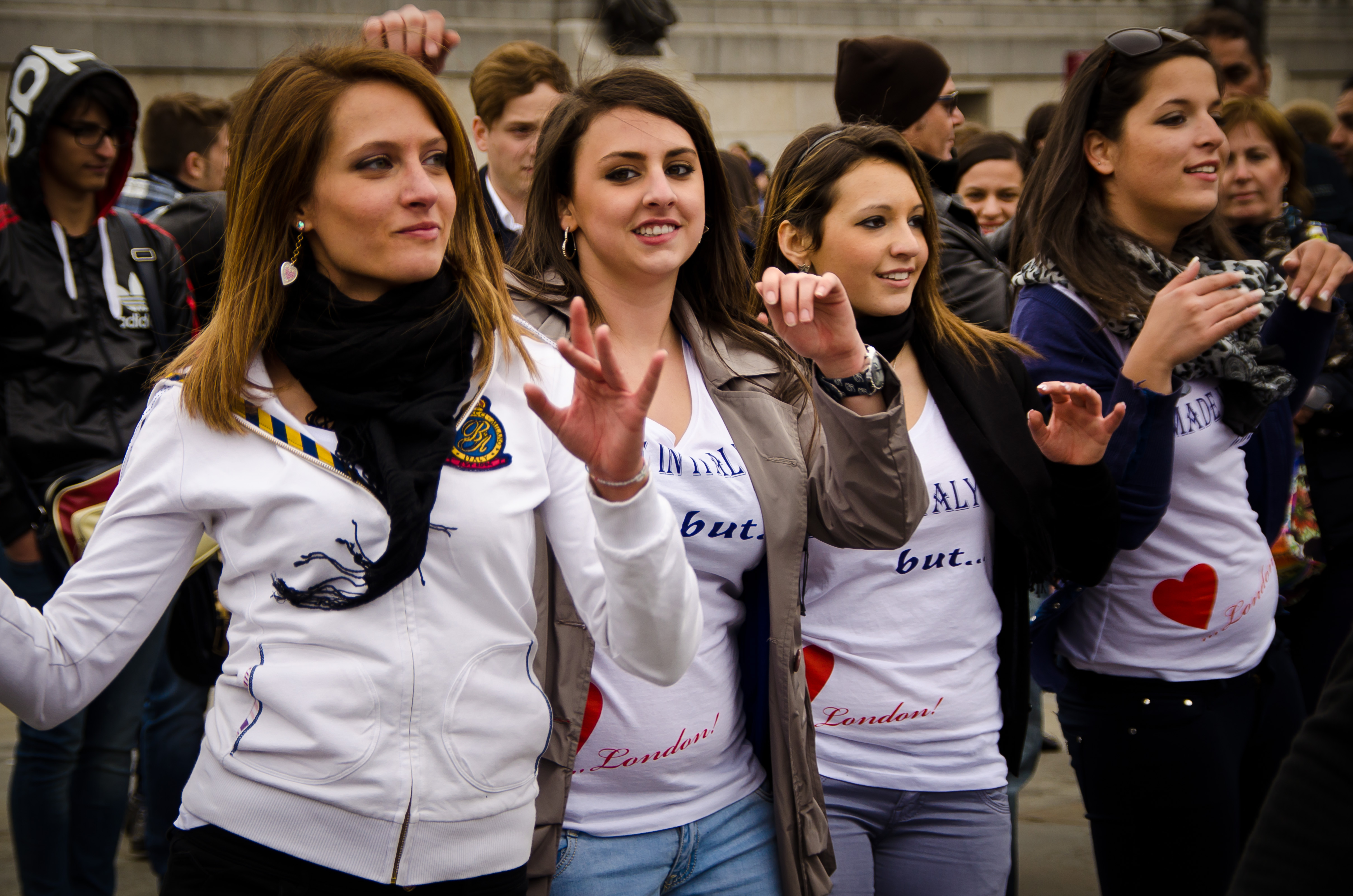
Baisaki 2012 vid Trafalgar Square, London
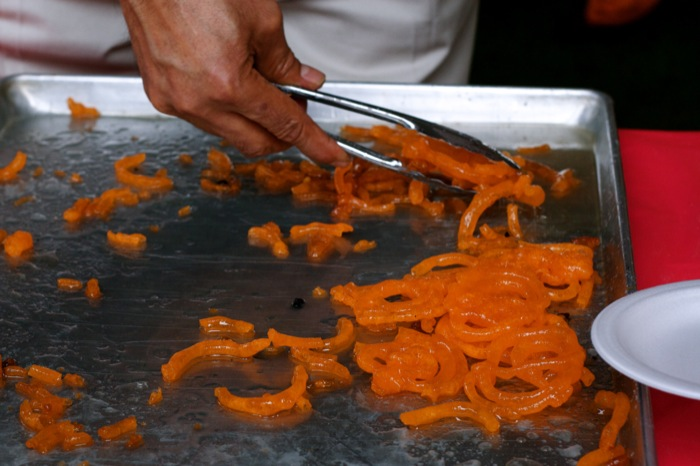
Jalebiyan serveras under baisakifirande den 11 april 2009 i Vancouver, Kanada
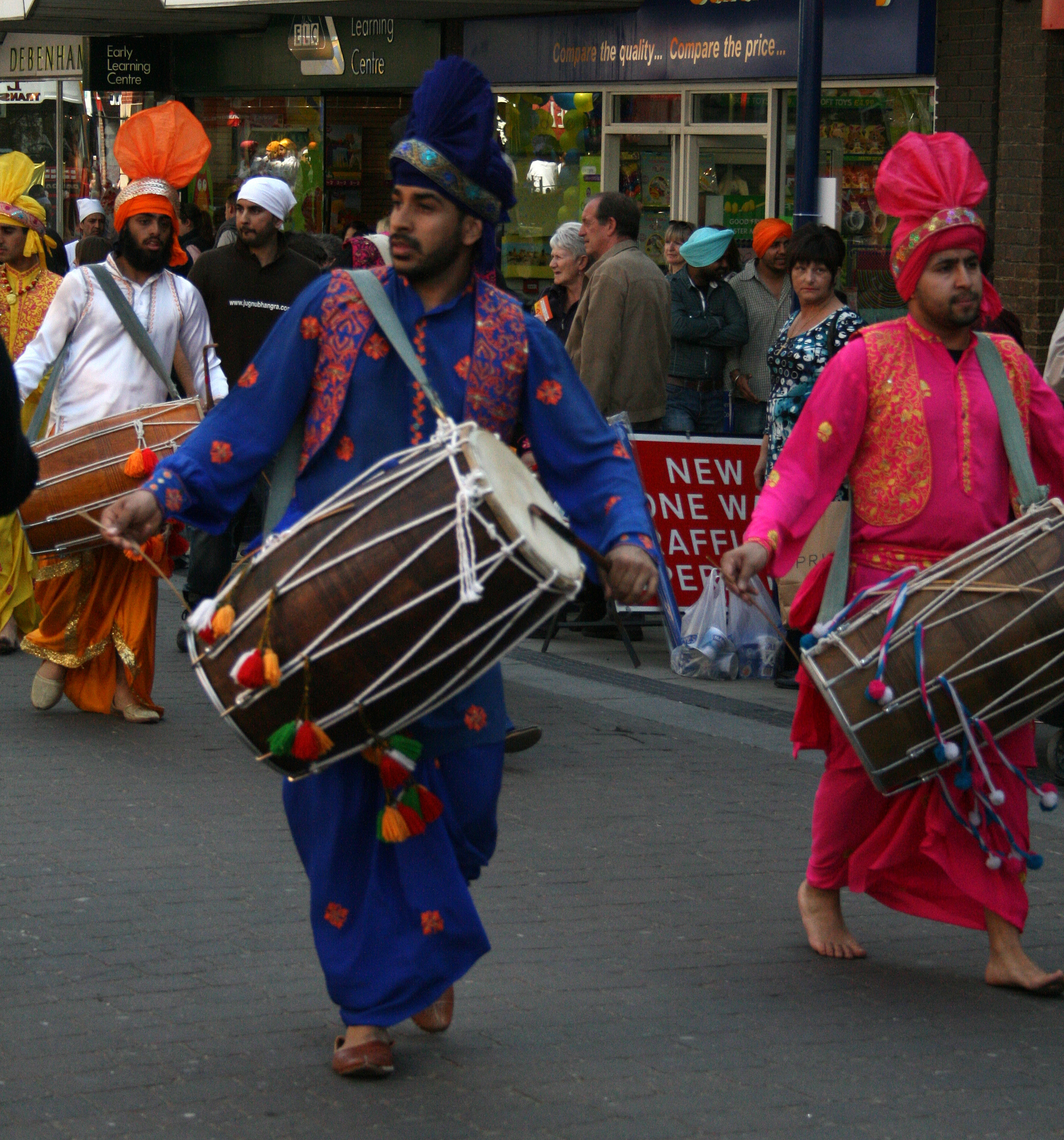
Dhol-spelande bhangra-musikanter vid baisaki 2011 i Kent, England